# Кошкинское сельское поселение (Алькеевский район)
Кошкинское се́льское поселе́ние — муниципальное образование в Алькеевском районе Татарстана Российской Федерации.
Административный центр — село Кошки.

## География
Расположено на западе района. Граничит со Старосалмановским, Староматакским, Верхнеколчуринским сельскими поселениями и Спасским районом.
Крупнейшие реки — Бездна и её приток Студёный Ключ.
По территории проходит автодорога Базарные Матаки – Татарское Тюгульбаево – Кошки – Иж-Борискино.

## История
Статус и границы сельского поселения установлены Законом Республики Татарстан от 31 января 2005 года № 10-ЗРТ «Об установлении границ территорий и статусе муниципального образования "Алькеевский муниципальный район" и муниципальных образований в его составе».

## Население
| 2010 | 2011 | 2012 | 2013 | 2014 | 2015 | 2016 |
| ---- | ---- | ---- | ---- | ---- | ---- | ---- |
| 337  | ↘336 | ↘324 | ↘301 | ↘290 | ↘273 | ↘260 |
| 2017 | 2018 |      |      |      |      |      |
| ↘249 | ↘236 |      |      |      |      |      |

## Состав сельского поселения
| № | Населённый пункт      | Тип населённого пункта       | Население (2010) |
| - | --------------------- | ---------------------------- | ---------------- |
| 1 | Кошки                 | село, административный центр | 164              |
| 2 | Русское Тюгульбаево   | деревня                      | 4                |
| 3 | Татарское Тюгульбаево | село                         | 169              |